# Eva Teilus Rehnfeldt
Eva Maria Teilus Rehnfeldt, tidigare Teilus, född 12 december 1929 i Jokkmokks församling, Norrbottens län, är en svensk samisk kulturpersonlighet.

## Biografi
Eva Teilus Rehnfeldt föddes 1929 i Jokkmokks församling. Hon tilldelades 1993 Samiska rådets kulturpris. Teilus Rehnfeldt tilldelades 2012 Stefansmedaljen av ärkebiskopen Anders Wejryd för sitt arbete med samisk kultur och gudstjänstliv i Svenska kyrkan.